# Cyro de Lavra Pinto
Cyro de Lavra Pinto (Caxias do Sul, 9 de fevereiro de 1900 — Caxias do Sul, 1980) foi um político, poeta, escritor e jornalista brasileiro.
Estudou no Colégio do Carmo, foi um dos fundadores e membro da Comissão de Propaganda do Centro Republicano, que tinha como objetivos primários apoiar o partido da situação e a candidatura de Borges de Medeiros ao governo do estado, época em que ingressou no funcionalismo público, trabalhando como agente da Exatoria Estadual. Foi conselheiro suplente do Tiro de Guerra,
No campo da literatura foi ativo colaborador de várias publicações que circulavam localmente, algumas de alcance regional e estadual, incluindo os jornais O Regional, O Popular, Caxias, O Jornal, O Momento, A Época, Diário do Nordeste e Pioneiro, e as revistas Odisseia e A Tela. Deixou os livros Átomos Poéticos, Dardos e Petardos, Envelhecendo, Mulheres, Homens Notáveis e Fatos e Fantasias, bem como vários outros que permanecem inéditos. Também escreveu uma monografia histórica, "A literatura caxiense através dos tempos", incluída em um grande álbum comemorativo dos 50 anos da imigração italiana no Rio Grande do Sul.
Recebeu várias homenagens. Luiz Miller dedicou-lhe um soneto, Guilherme do Valle elogiou sua capacidade de encontrar nas pequenas coisas "um hino de glória, um cântico de amor e sublimidade, de espírito elevado, de beleza e de humano", que "pregando a esperança e a felicidade, a paz e o amor, a construção e a dignidade [...] está norteando os homens pelos brancos caminhos do espírito que engrandecem e enobrecem o ser", Mário Gardelin qualificou-o de poeta primoroso e ofereceu-lhe um poema de sua autoria, e Italino Peruffo, chamando-o de "poeta que canta a sinfonia silenciosa da natureza", entusiasmou-se com sua capacidade de emocionar o leitor. Duminiense Paranhos Antunes encareceu suas qualidades pessoais de modéstia, lhaneza e afabilidade, e descreveu sua obra como um baluarte contra o modernismo, que segundo ele desvirtuava a beleza e o sentido de harmonia da poesia, acrescentando que "neste século materialista, de negações, em que os mais sagrados princípios são relegados para um segundo plano como imprestáveis, como coisas gastas pelo tempo, nos é consolador encontrar entre os homens alguns que conservam ainda as virtudes do passado".
Foi um dos mais ativos escritores caxienses de sua geração, membro honorário da Academia Estudantil de Letras, membro correspondente da Academia Rio-Grandense de Letras e um dos idealizadores, membro fundador e presidente da Academia Caxiense de Letras. João Spadari Adami o qualificou na década de 1960 como o melhor poeta da cidade. Seu nome batiza uma rua em Caxias, mas apesar da reputação que ganhou em vida na região, hoje sua obra está bastante esquecida. Teve três filhos Alba, Ana e Marcos.